# Antonov An-22
De Antonov An-22 Antei  (Russisch: Ан-22 Антей, Antaios) (NAVO-codenaam: Cock) is een groot transportvliegtuig voor zeer zware, of zeer grote ladingen. Het toestel is ontworpen en gebouwd door het Antonov ontwerpbureau in Kiev omdat bij de Russische luchtmacht en bij Aeroflot de vraag bestond voor een strategisch vrachtvliegtuig.

## Gebruik
De eerste vlucht van de An-22 vond plaats in februari 1965, vanaf een vliegveld nabij Kiev. Datzelfde jaar nog werd het toestel aan het westen gepresenteerd op de Paris Air Show.
De An-22 maakt gebruik van Kuznetsov NK-12 turbopropmotoren, de krachtigste propellermotoren ooit gebouwd. Elke motor is voorzien van een dubbele propeller. Deze motoren zijn onder andere bekend van de Tupolev Tu-95 'Bear' bommenwerper.
In het plafond van het laadruim is een elektrische lier aangebracht met een laadvermogen van 10 ton.
Tegenwoordig vliegen er nog enkele toestellen voor de Russische luchtmacht en nog één civiel toestel voor de vrachtmaatschappij van het Antonov Design Bureau, genaamd Antonov Airlines.
Op 29 december 2010 stortte een Antonov van de Russische luchtmacht neer. Alle twaalf inzittenden, bestaande uit een voltallige bemanning en reservebemanning, kwamen om het leven.

## Gebruikers

### Actueel
- Antonov Design Bureau - 1
- Russische luchtmacht - ± 5

## Galerij

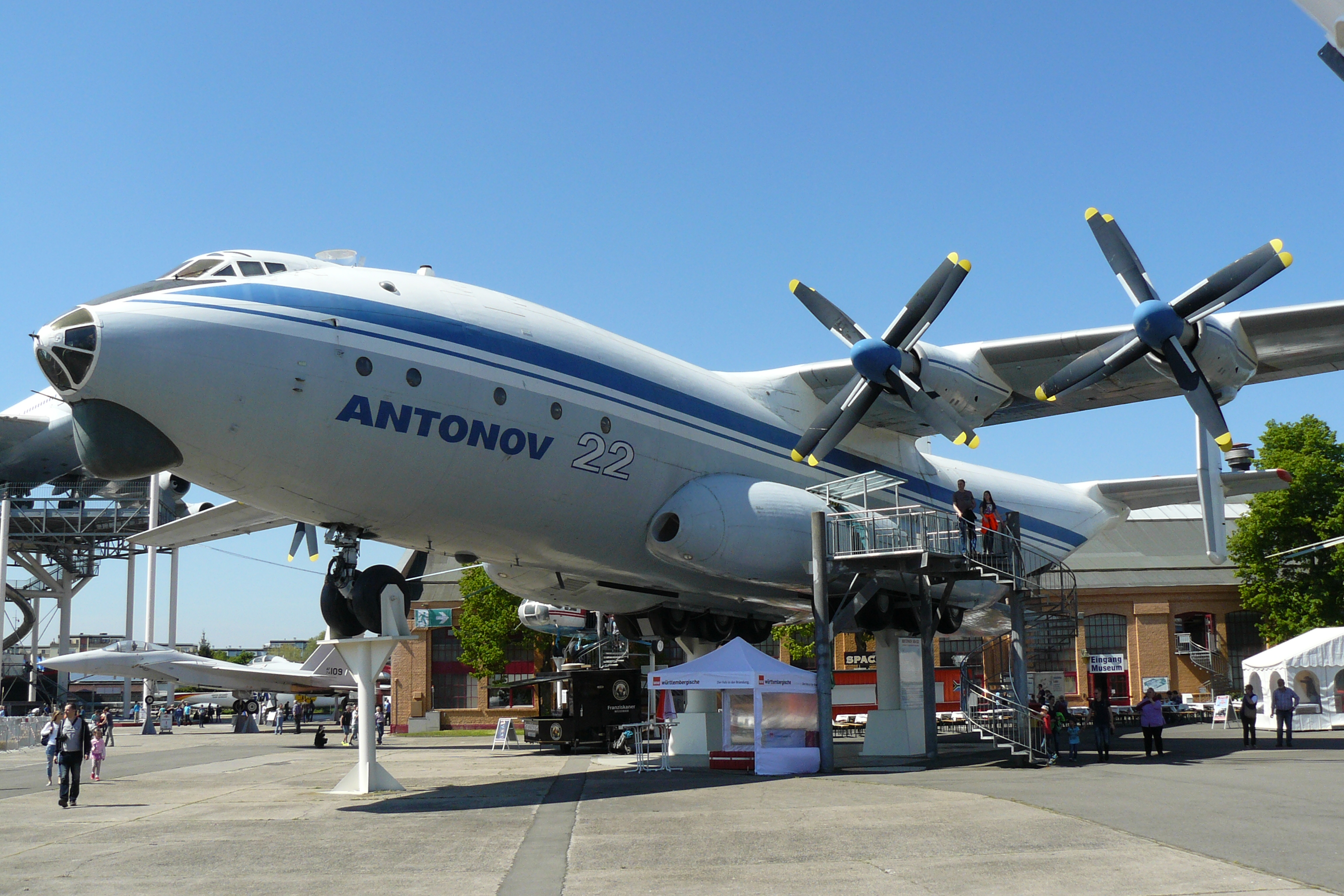
Antonov 22 van het Technikmuseum Speyer
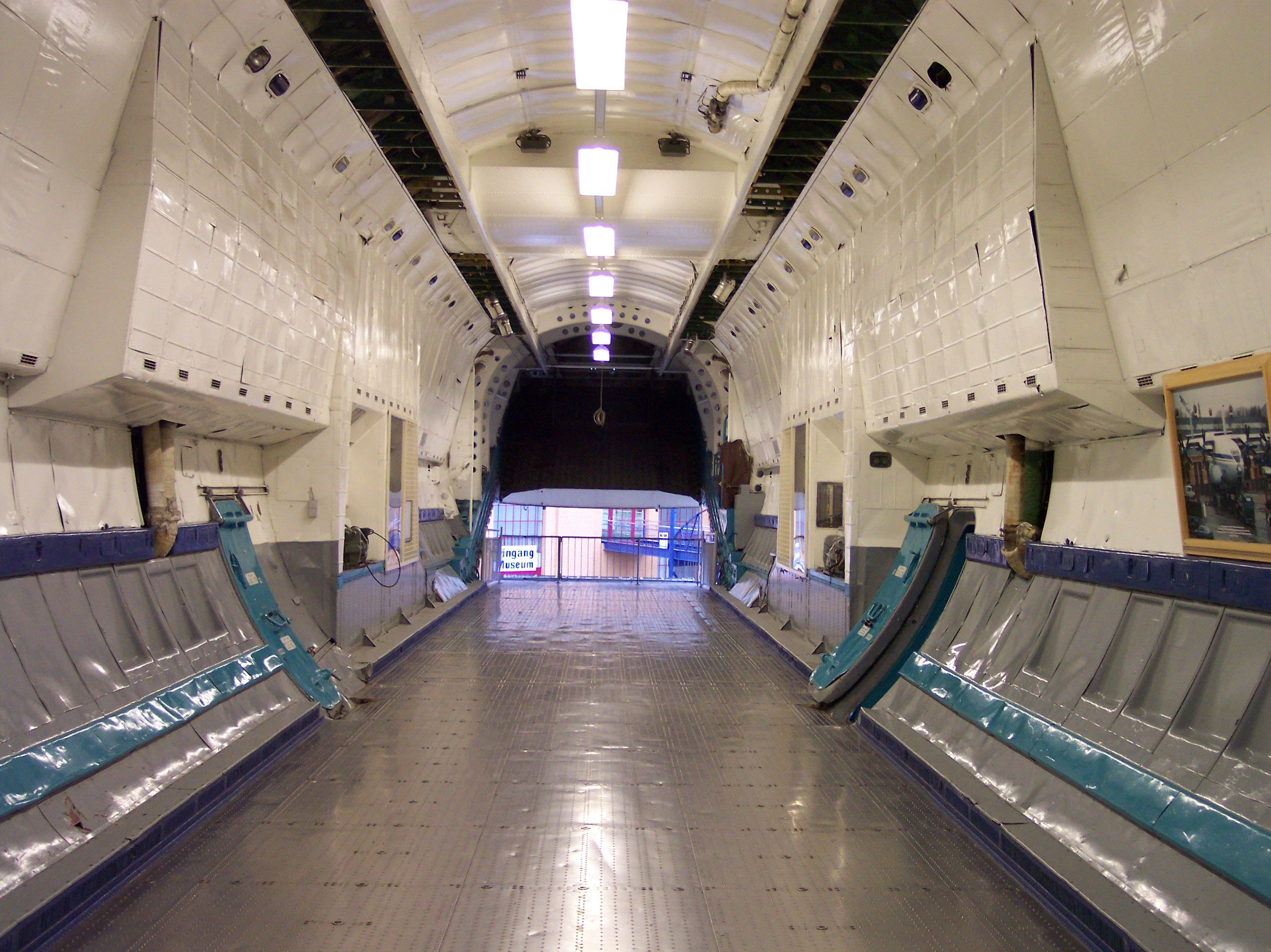
Laadruim
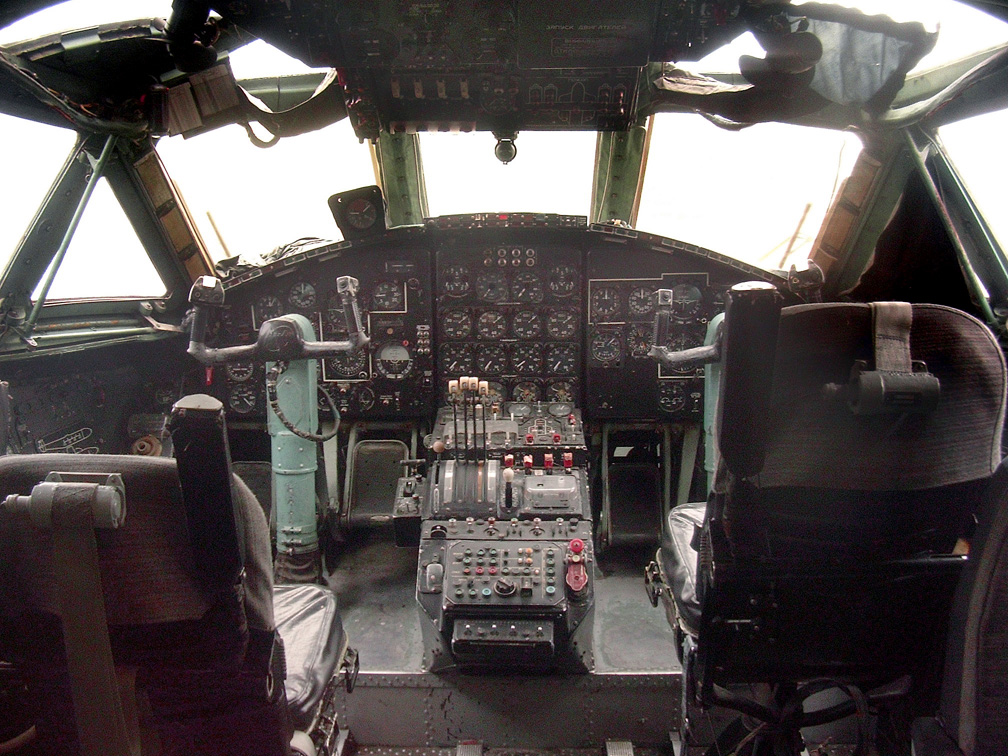
Cockpit
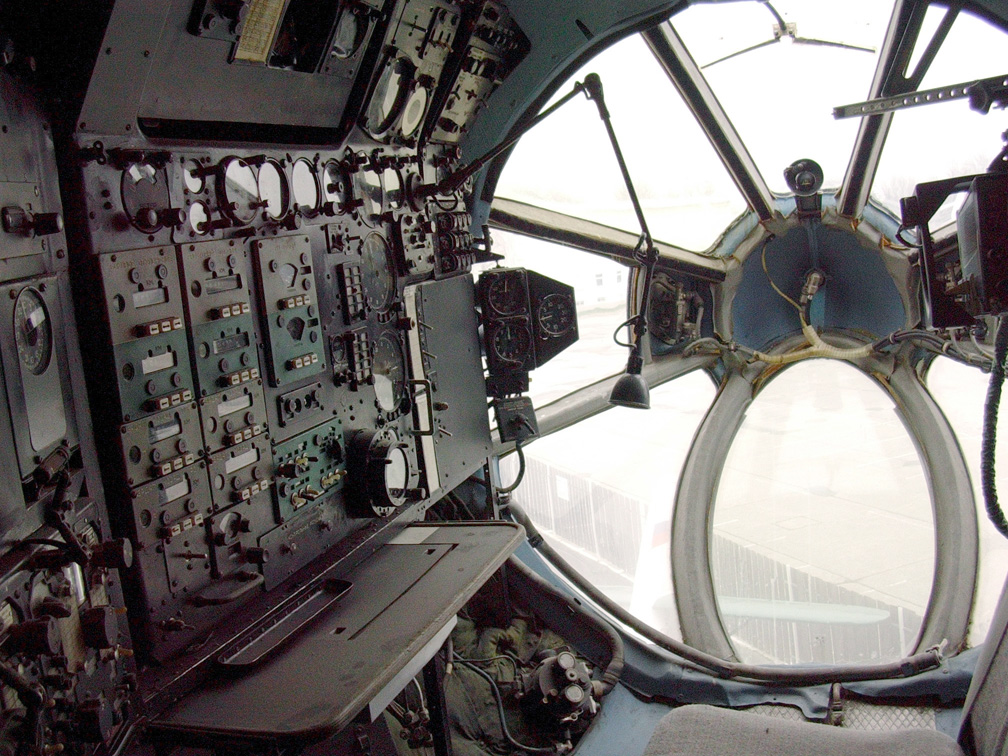
Plaats voor de navigator in de neus

## Museum
Het Technikmuseum Speyer heeft een exemplaar in de collectie.